# Montiaceae
Montiaceae é uma pequena família de plantas dicotiledóneas dentro da ordem Caryophyllales. Compreende cerca de 10 géneros e cerca de 100 espécies que se distribuem especialmente no Hemisfério Norte, em parte da América do Sul e de África, incluindo Madagáscar.
Esta família foi reconhecida por sistemas modernos de classificação, como o sistema APG III de 2009.
Anteriormente, os géneros que constituem esta família estavam colocados nas famílias Molluginaceae, Phytolaccaceae ou Aizoaceae, mas as análises filogenéticas usando dados moleculares indicam que os dois géneros que a constituem perfazem um  clado monofilético que deve ser considerado como uma família separada.

## Géneros
Segundo o The Plant List os géneros que constituem esta família são:
- Claytonia
- Erocallis
- Hectorella - ver família Hectorellaceae
- Lewisia
- Limnia
- Montia
- Montiastrum
- Montiopsis
- Naiocrene
- Oreobroma
- Parakeelya
- Phemeranthus

Segundo o GRIN, os géneros aceites são:
- Calandrinia Kunth
- Calyptridium Nutt.
- Cistanthe Spach
- Claytonia L.
- Hectorella Hook. f.
- Lenzia Phil.
- Lewisia Pursh
- Lewisiopsis Govaerts
- Lyallia Hook. f. - ver família Hectorellaceae
- Montia L.
- Montiopsis Kuntze
- Parakeelya Hershk.
- Phemeranthus Raf.
- Philippiamra Kuntze
- Schreiteria Carolin

## Sinonímia
- Hectorellaceae Philipson & Skipworth